# Привольное (Новосельский сельский округ)
Приво́льное (каз. Привольное) — село в районе имени Габита Мусрепова Северо-Казахстанской области Казахстана. Входит в состав Новосельского сельского округа. Находится на правом берегу реки Ишим, примерно в 5 км к востоку-северо-востоку (ENE) от села Новоишимское, административного центра района, на высоте 179 метров над уровнем моря. Код КАТО — 596653500.

## Население
В 1999 году численность населения села составляла 958 человек (471 мужчина и 487 женщин). По данным переписи 2009 года, в селе проживало 938 человек (449 мужчин и 489 женщины).